# Coptodera
Coptodera es un género de coleópteros adéfagos de la familia Carabidae. Comprende 105 especies distribuidas por América del Norte, América del Sur, África, Oceanía y Asia oriental.

## Descripción
Por lo general, se trata de escarabajos de pequeño tamaño que no suelen superar los 11 mm de longitud. El cuerpo está aplanado dorsoventralmente, el pronoto es, generalmente, más ancho que largo y los ojos son grandes. Muchas especies presentan manchas o patrones de colores llamativos como el amarillo o el marrón rojizo.
Son depredadores que viven en los troncos de los árboles.

## Registro fósil
Se conoce un único registro fósil para el género: la especie Coptodera elektra, descubierta en el año 2015 en una pieza de ámbar báltico

## Especies
- Coptodera acutipennis
- Coptodera aeneorufa
- Coptodera aerata
- Coptodera alluaudi
- Coptodera alticola
- Coptodera amoenula
- Coptodera andrewesi
- Coptodera apicalis
- Coptodera aurata
- Coptodera australis
- Coptodera banjaran
- Coptodera banjaranensis
- Coptodera basilewskyi
- Coptodera bastai
- Coptodera baumi
- Coptodera bifasciata
- Coptodera braziliensis
- Coptodera brunnea
- Coptodera catalai
- Coptodera cechovskyi
- Coptodera chalcites
- Coptodera championi
- Coptodera chaudoiri
- Coptodera confusa
- Coptodera congoana
- Coptodera congoensis
- Coptodera consobrina
- Coptodera crockerensis
- Coptodera cupreotincta
- Coptodera cyanella
- Coptodera deplanata
- Coptodera dromioides
- Coptodera elongata
- Coptodera eluta
- Coptodera emarginata
- Coptodera equestris
- Coptodera erwini
- Coptodera esakii
- Coptodera farai
- Coptodera fasciata
- Coptodera fasciolata
- Coptodera festiva
- Coptodera flavipes
- Coptodera flexuosa
- Coptodera foveolata
- Coptodera fulminans
- Coptodera grossa
- Coptodera hieroglyphica
- Coptodera hova
- Coptodera immaculata
- Coptodera impicta
- Coptodera indica
- Coptodera interrupta
- Coptodera intrusa
- Coptodera japonica
- Coptodera jimnae
- Coptodera johorensis
- Coptodera kelabitensis
- Coptodera lamingtonensis
- Coptodera laticollis
- Coptodera legorskyi
- Coptodera levrati
- Coptodera lineata
- Coptodera lineatocollis
- Coptodera lineolata
- Coptodera luzonensis
- Coptodera maculosa
- Coptodera marginata
- Coptodera mastersii
- Coptodera maynei
- Coptodera megalops
- Coptodera mersingensis
- Coptodera monteithi
- Coptodera montisferrei
- Coptodera nigrosignata
- Coptodera nigrostriata
- Coptodera nigroviridis
- Coptodera nitidipennis
- Coptodera nitidula
- Coptodera nobilis
- Coptodera ocellata
- Coptodera ornatipennis
- Coptodera osakana
- Coptodera ovipennis
- Coptodera oxyptera
- Coptodera pakitza
- Coptodera papuella
- Coptodera perakensis
- Coptodera phuongensis
- Coptodera picea
- Coptodera picta
- Coptodera poecila
- Coptodera proksi
- Coptodera relucens
- Coptodera rufescens
- Coptodera rugiceps
- Coptodera sahlbergi
- Coptodera sallei
- Coptodera sapaensis
- Coptodera schaumii
- Coptodera sexguttata
- Coptodera seyrigi
- Coptodera shimianensis
- Coptodera sigillata
- Coptodera simillima
- Coptodera squiresi
- Coptodera stockwelli
- Coptodera subapicalis
- Coptodera subapicaloides
- Coptodera subcostata
- Coptodera taiwana
- Coptodera tetrasema
- Coptodera tetrastigma
- Coptodera teutonica
- Coptodera transversa
- Coptodera triloba
- Coptodera tripartita
- Coptodera tripunctata
- Coptodera umbrina
- Coptodera undulata
- Coptodera uttaranchalensis
- Coptodera versicolor
- Coptodera viridana
- Coptodera viridis
- Coptodera wau
- Coptodera waytkowskii
- Coptodera xanthopleura